# Mirindas asesinas
Mirindas asesinas es un curtmetratge del 1990, dirigit per Álex de la Iglesia rodat a la localitat biscaïna d'Erandio.

## Argument
Un home s'endinsa en una taverna d'allò més lúgubre i ombrívola, es col·loca enfront del cambrer i li demana "una mirinda ben freda". Una vegada que el taverner intenta cobrar-li les 120 pessetes corresponents al cost de la beguda, comencen els problemes, ja que el client s'intenta excusar en què l'esmentat no li havia advertit que la hi cobraria, iniciant-se una sèrie d'assassinats indiscriminats que aniran acumulant cadàvers en el local, mentre que els clients rutinaris passen per davant sense adonar-se de què es tracta de cossos sense vida.
L'aparença de l'home que demana el refresc en la barra del bar, és d'una bona persona i calmada, però amb el temps podem descobrir que hi ha aparences que enganyen. El curtmetratge intenta expressar en tan sols 12 minuts, el desinterès que mostren algunes persones al seu voltant i la falta d'atenció a l'hora d'escoltar als altres.

## Repartiment
- Álex Angulo, com l'assassí.
- Saturnino García, com un pobre diable.
- José Antonio Álvarez, com cambrer.
- Ramón Barea, com el de les corregudes de toros.
- Óscar Grijalba, com el del telèfon.